# Rover 16
Der Rover 16, eine 4-türige Limousine, wurde von Rover zwischen 1937 und 1940 als Nachfolger des Rover Speed 16 hergestellt.
Die Stromlinienlimousine (ähnlich den Modellen 10 und 12, jedoch mit rundem Heck) hatte einen 6-Zylinder-ohv-Motor mit 2147 cm³ Hubraum. Der Wagen war 124 km/h schnell. Mit der gleichen Karosserie, aber einem kleineren Motor, wurde der Rover 14 angeboten. Zusätzlich wurde noch ein 2-türiges Cabriolet angeboten. Wie alle anderen Zivilmodelle, wurde auch der Rover 16 ab 1940 kriegsbedingt nicht mehr hergestellt.
Erst nach Aufnahme der zivilen Produktion nach dem Zweiten Weltkrieg im Jahre 1945 gab es wieder einen Rover 16. Die Konzeption entsprach der des Vorkriegswagens (ohne Cabriolet), jedoch war der Karosserie ein Kofferraumabteil hinzugefügt worden, ebenso wie den Modellen 10, 12 und 14.
1948 ersetzte der Rover P3 das Modell.